# Pfarrkirche Poysbrunn

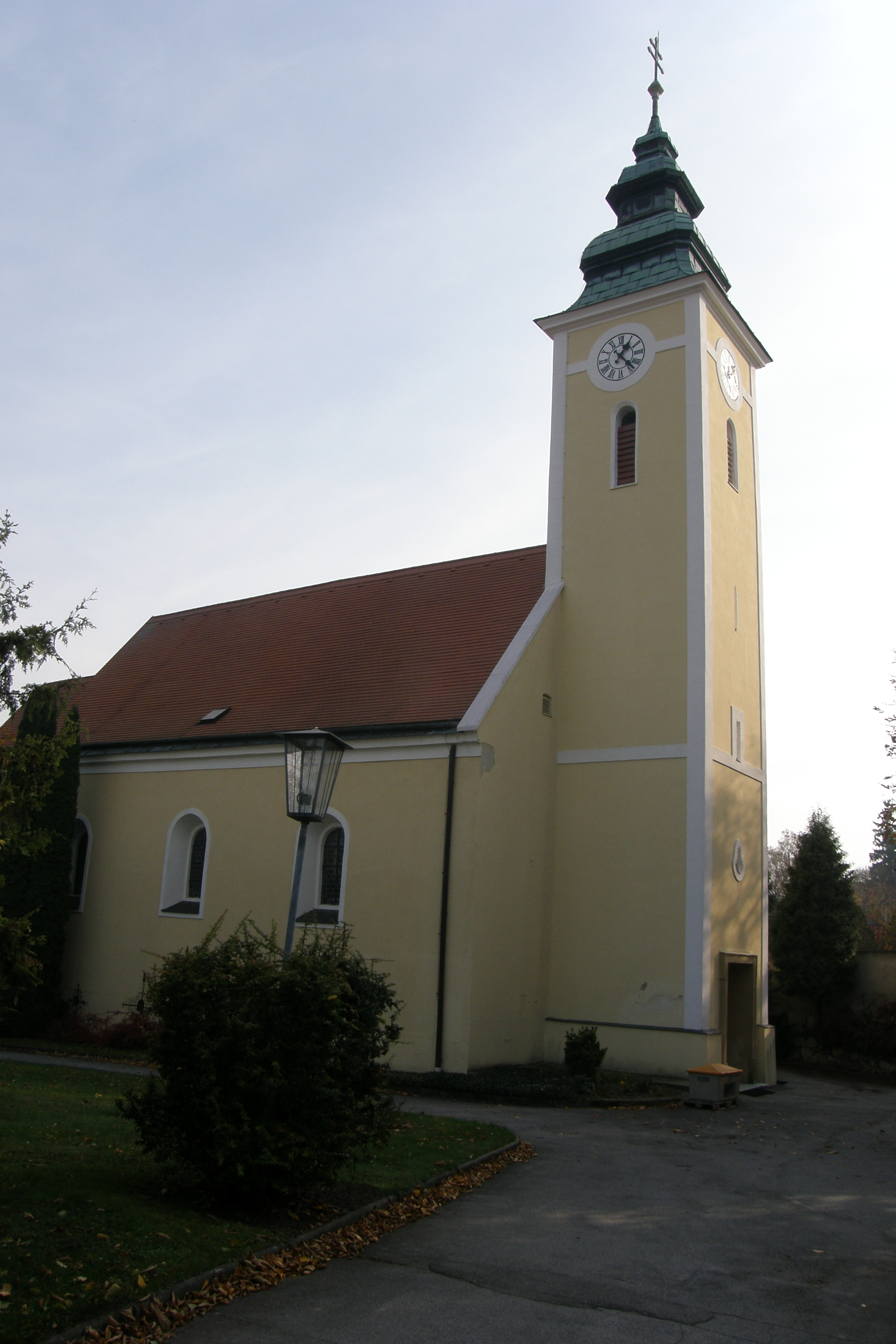
Nordseite der Pfarrkirche Poysbrunn

Die römisch-katholische Pfarrkirche Poysbrunn (Patrozinium: hl. Dorothea) ist ein 1669 barockisierter, gotischer Bau aus der Zeit um 1360, im Westen des Ortes Poysbrunn in Niederösterreich gelegen. Sie gehört zum Dekanat Poysdorf. Seit 1402 ist Poysdorf eine eigene Pfarre. Die Kirche (Listeneintrag) steht ebenso wie der dazugehörige Pfarrhof unter Denkmalschutz.

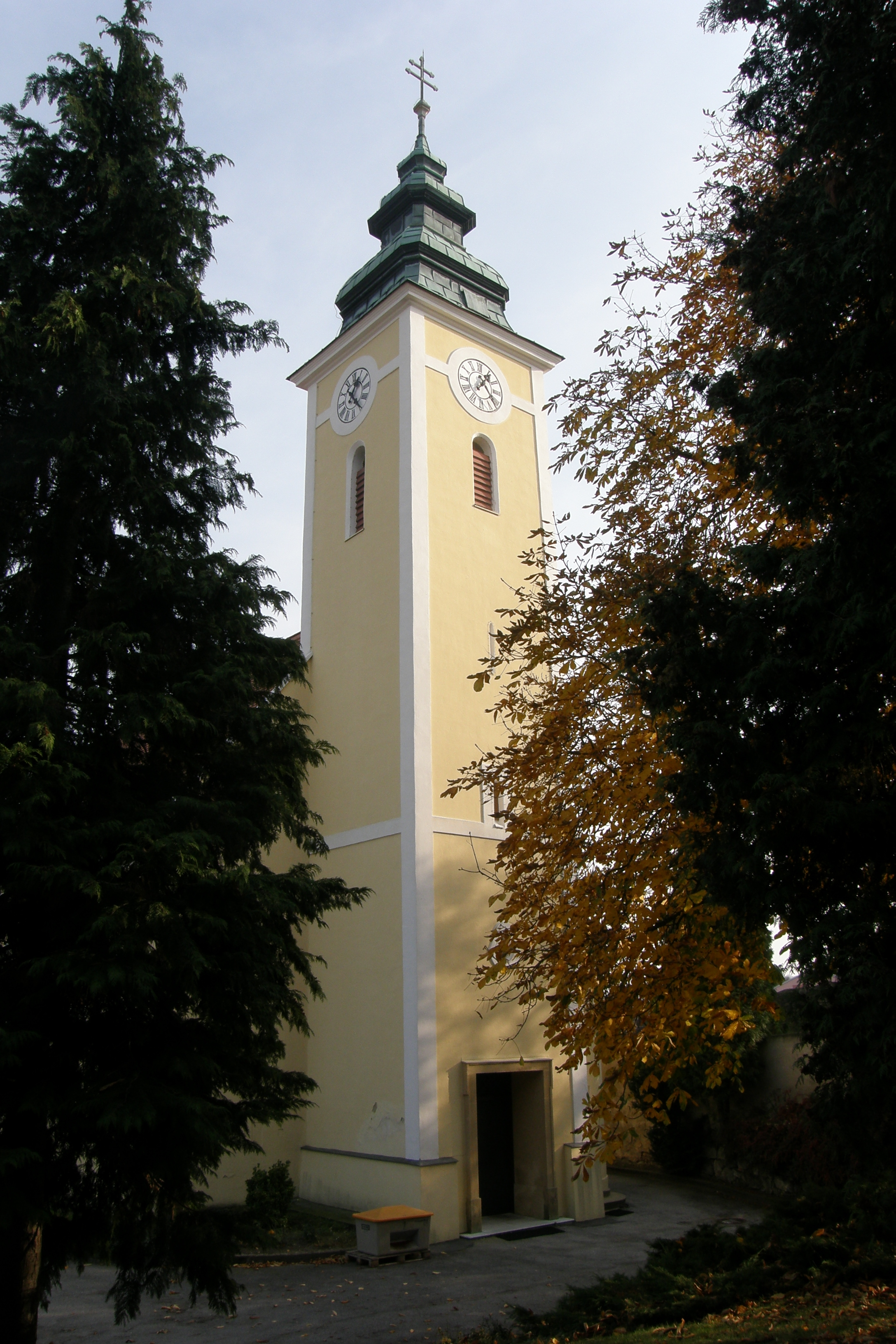
Blick auf den Westturm

## Äußeres
Dem hohe Langhaus mit eingezogenem, flach geschlossenem Chor ist westlich ein Turm aus dem 17. Jahrhundert mit Ecklisenen, Schlitz- und Schlüssellochscharten, rundbogigen Schallfenstern und Haubendach vorgestellt. Die schlichten Seitenfronten des Langhauses sind von Rundbogenfenstern in tiefer Laibung durchbrochen. Südlich am Chor liegt ein Sakristeianbau aus dem 17. Jahrhundert mit einem Oratorium im Obergeschoß und im Norden eine eingeschoßige Sakristei aus dem 18. Jahrhundert. In der Chorwand eingemauerte Grabsteine in Rahmungen sowie eine Inschrifttafel sind mit 1720, 1747 und 1765 bezeichnet.

## Inneres
Das dreijochige, einschiffige Langhaus ist durch ein auf Wandpfeilern ruhendes Tonnengewölbe mit Stichkappen und Gesims aus dem dritten Viertel des 17. Jahrhunderts gedeckt. Im Westen erhebt sich eine dreiachsige, kreuzgratunterwölbte Orgelempore auf Säulenarkaden. An den eingezogenen, rundbogigen Triumphbogen grenzt der quadratische, kreuzgratgewölbte Chor. Nördlich am Chor schließt eine rechteckige Sakristei mit Stichkappentonne aus dem 18. Jahrhundert an. Die alte Sakristei aus dem 17. Jahrhundert im Süden ist ein rechteckiger Raum mit Tonnengewölbe und Rahmenfeldern aus dem 18. Jahrhundert. Die Tür in der Westwand verfügt über den Sturz eines Renaissanceportals und ist auf einem Inschriftenband mit Wappenfeld und Reliefköpfen mit 1540 bezeichnet. Die Vorhalle im Untergeschoß des Turms hat ein Kreuzgratgewölbe und ein abgefastes Spitzbogenportal vom Ende des 14. Jahrhunderts. Der südliche Seiteneingang mit gotischem Spitzbogenportal aus dem 14. Jahrhundert liegt hinter einer modernen Vorhalle.

## Ausstattung

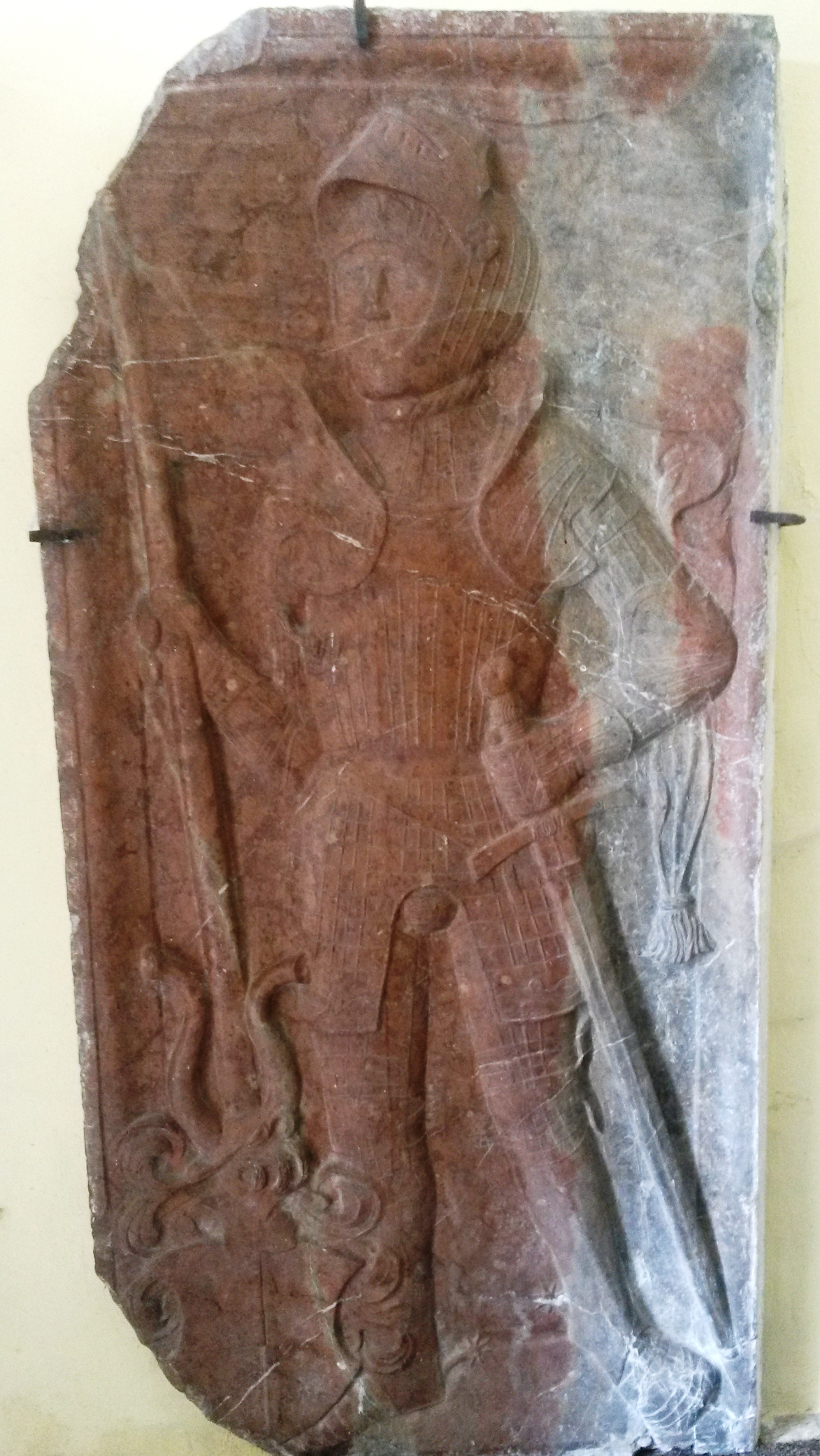
Epitaph eines Ritters von Fünfkirchen (wahrscheinlich Hans * 1455, † 1479)

Die barocke Einrichtung wurde 1720 von Franz Eusebius Trautson gestiftet. Der Hochaltar hat einen hölzernen Wandädikulaaufbau mit Volutengiebelaufsatz über einem Säulenpaar auf schräg gestellten Sockeln, seitliche Konsolfiguren der Heiligen Petrus und Paul, im Auszug ein von einem Strahlenkranz umgebenes Auge Gottes, Engel und Putten sowie ein Altarblatt mit Darstellung der heiligen Dorothea von 1883. Neben dem Hauptaltar gibt es Ädikulaaltäre mit Mittelnischen und vasenbekrönten Aufsätzen in barocken Formen, Nischenfiguren Herz Jesu und Heilige Maria aus dem 19. Jahrhundert sowie Aufsatzbilder der Heiligen Walpurga und Notburga. Die Kanzel wurde im zweiten Viertel des 18. Jahrhunderts geschaffen und verfügt über einen geschwungenen Chor mit Eckvoluten und Relief des guten Hirten. Die Orgel mit 8 Registern wurde 1859 von Alois Hörbiger angefertigt. Aus dem zweiten Viertel des 18. Jahrhunderts stammen eine Konsolfigur des Heiligen Florian, eine barocke Kreuzigungsgruppe und ein auferstandener Christus. Aus der ersten Hälfte des 18. Jahrhunderts kommen Figuren der Heiligen Sebastian und Johannes Nepomuk. Die Leinwandbilder der Maria mit Kind wurden wahrscheinlich im 17. Jahrhundert gemalt. Ein mit 1680 bezeichnetes und 1831 übermaltes Pestbild stellt den Pestpatron Kajetan von Thiene dar. Ein Bild der Sieben Zufluchten stammt aus der Mitte des 18. Jahrhunderts, ein Gnadenstuhl-Bildnis von 1712 und ein Kruzifix von 1830. In der nördlichen Sakristei befindet sich ein mit 1732 bezeichnetes Votivbild des Johannes Nepomuk, in der südlichen Sakristei ein Bild des Heiligen Franz Xaver aus dem zweiten Viertel des 18. Jahrhunderts. Zur weiteren Ausstattung zählen ein Weihwasserbecken aus Sandstein aus der zweiten Hälfte des 17. Jahrhunderts, Kirchenbänke aus dem zweiten Viertel des 18. Jahrhunderts und in der Sakristei ein Lavabo von 1716.
Im Turmerdgeschoß gibt es eine Rotmarmorplatte mit Ritterfigur aus dem 16. Jahrhundert. Am Triumphbogen befindet sich eine mit 1717 bezeichnete Inschriftenplatte zum Gedenken an Antonius Thoma und, in Volutenrahmung mit Tugendfiguren und Putten, eine mit 1717 bezeichnete Platte für Anna Elisabeth Trautson mit Wappen. Im südlichen Vorraum gibt es Grabplatten der Fünfkirchner, bezeichnet mit 1513, 1571 und 1635.
Auf den ehemaligen Friedhof sind barocke Schmiedeeisenkreuze erhalten. Zwei davon sind mit 1699 bzw. 1747 bezeichnet. Ein weiteres stammt aus der zweiten Hälfte des 18. Jahrhunderts.